# Jurij Dołgorukow (1740–1830)
Jurij Władimirowicz Dołgorukow (ros. Юрий Владимирович Долгоруков, ur. 13 listopada 1740, zm. 20 listopada 1830) – rosyjski generał. 
W wojsku służył od 1749. Brał udział w wojnie siedmioletniej, wojnie rosyjsko-tureckiej 1768–1774 oraz wojnie rosyjsko-tureckiej 1788–1792. W wojnie polsko rosyjskiej 1792 dowodził jednym z korpusów wchodzących w skład armii generała Michaiła Kreczetnikowa.
Autor pamiętników.